# DJ Ötzi

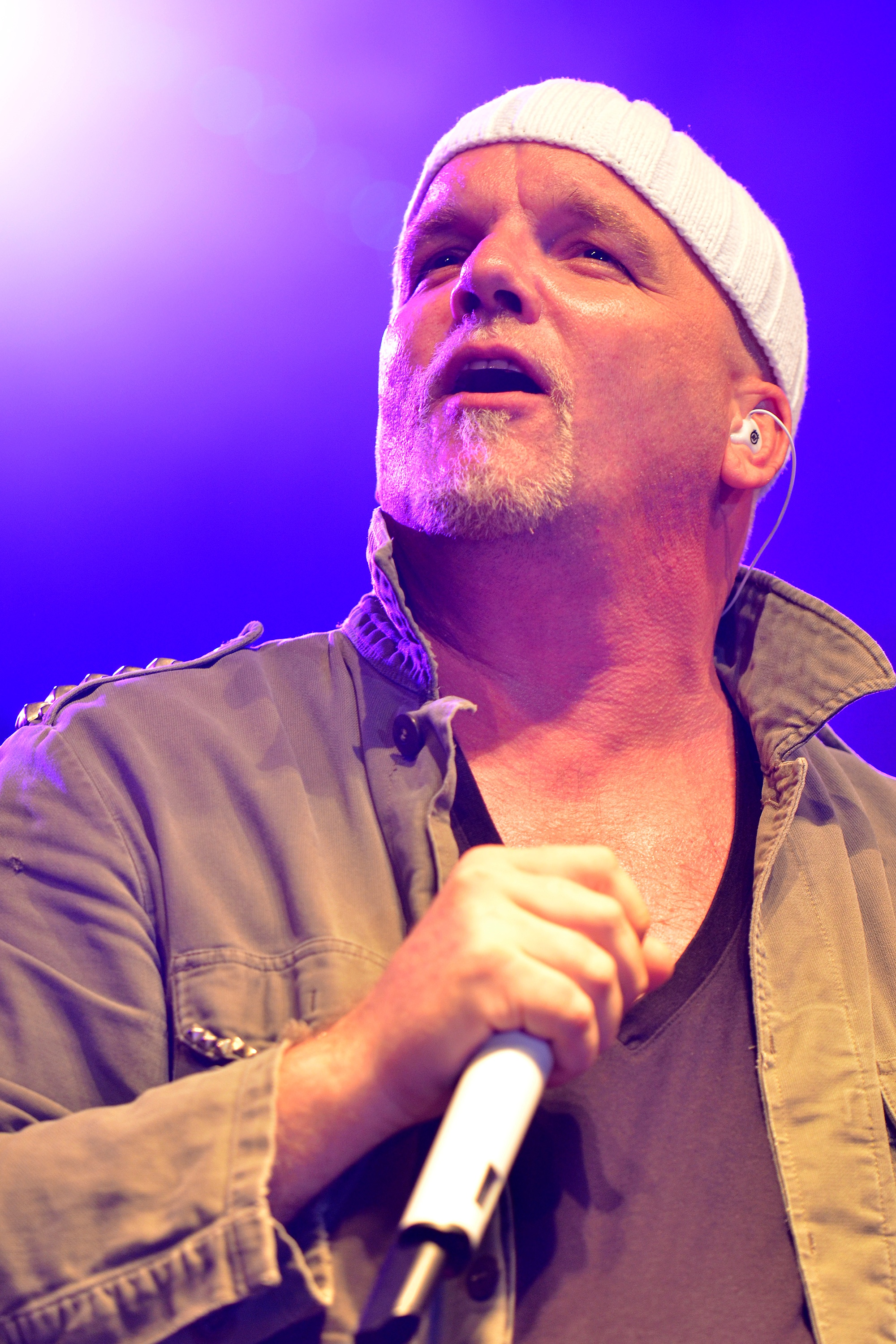
DJ Ötzi (2014)

DJ Ötzi (eigentlich Gerhard „Gerry“ Friedle; * 7. Jänner 1971 in St. Johann in Tirol), alias Anton featuring DJ Ötzi oder DJ Ötzi Junior, ist ein österreichischer Entertainer und Pop- und Partyschlagersänger. Mit über 16,5 Millionen verkauften CDs gilt er als einer der erfolgreichsten Musiker aus dem deutschsprachigen Raum.

## Privatleben
Gerhard Friedle wurde von seiner 17-jährigen Mutter, die er nie kennenlernte, direkt nach der Geburt zu Pflegeeltern gegeben. Als sein Vater, der österreichische DJ Anton Friedle, nach zwei Jahren von seinem Sohn erfuhr, holte er ihn zu sich, wo er bei den Großeltern aufwuchs. Mit 16 Jahren riss Friedle von zu Hause aus und war einige Monate obdachlos. In Seefeld in Tirol machte er eine Ausbildung zum Koch.
Im Jahr 2001 heiratete er in seinem Geburtsort die Musikmanagerin Sonja Kien. Im September 2002 wurde ihre Tochter, die Sängerin Lisa-Marie Friedle, geboren. Die Familie lebt in Salzburg.
Er ziehe Stärke aus seinem Glauben „an Jesus, an meine Familie, an mich, an die Liebe.“ 2017 pilgerte er erstmals auf dem Jakobsweg: „Ich habe da einfach zu mir gefunden, denn zuvor hatte ich die größten Erfolge, aber auch genauso viele Selbstzweifel.“
Friedle spricht außer Deutsch noch Russisch, Italienisch, Spanisch und Französisch, jedoch kein Englisch.

## Musikalische Karriere

### Debüt
Um 1995 wurde Friedle auf einem Karaoke-Wettbewerb entdeckt und arbeitete im Anschluss als Animateur, DJ und Sänger, zunächst in Österreich, später auch auf Mallorca und in der Türkei. Ende der 1990er-Jahre wurde er von dem Produzententeam Ultimatief, das zu der Zeit auch mit A klana Indiana zusammenarbeitete, unter Vertrag genommen, und sie arbeiteten ein Album, genannt Das Album (unter dem Namen Anton feat. DJ Ötzi), aus.
1999 erreichte Anton feat. DJ Ötzi zusammen mit seiner Interpretation des von Fritz Schicho, Manfred Padinger und Walter Schachner geschriebenen Titels Anton aus Tirol größere Bekanntheit im deutschsprachigen Raum (75 Wochen in den österreichischen Charts). Da die Frauenstimme auf der Single-Veröffentlichung eine gerade zufällig im Studio anwesende Sängerin einer ABBA-Cover-Band gesungen hatte, trat er nach dem überwältigenden Erfolg des Songs für die Tournee zusammen mit Sandra Stumptner alias Antonia auf. Seine Single kam in den niederländischen Charts auf Platz 2 und in Dänemark ergab sich mit seinem Debüt-Album mit dem dritten Platz ein ähnlich großer Erfolg. Bis heute ist Anton aus Tirol die meistverkaufte österreichische Single.

### Hey Baby
Im Jahr 2000 wurde DJ Ötzis zweites Album Love, Peace & Vollgas veröffentlicht, welches im Gegensatz zu seinem Debüt anfangs in den Charts nicht besonders erfolgreich war. Nachdem das Album in anderen Ländern veröffentlicht worden war, erreichte DJ Ötzi mit dem Song Hey Baby, einer Coverversion des Hits von Bruce Channel aus dem Jahr 1961, seinen bisher größten Erfolg. Das Lied war in Großbritannien und in Australien auf Platz 1 sowie in 20 weiteren Ländern in den Charts vertreten. Er war der erste österreichische Künstler, der in Großbritannien eine Gold- und Platinauszeichnung erhielt. In den USA wurde der Titel von manchen Country-Sendern gespielt.

### 2001 bis 2006
Auch 2002 gab es einen großen Hit für den Tiroler. Er veröffentlichte mit der Hermes House Band eine Coverversion des Opus-Klassikers Live Is Life. In Österreich unbeachtet, gab es in vielen Ländern einen ähnlich großen Erfolg wie mit Hey Baby. Allein in Frankreich wurde die Single rund 800.000-mal verkauft.
Im Sommer 2003 weigerten sich sämtliche deutsche Musiksender, seinen Nummer-1-Hit Burger Dance zu spielen. Bei dem Titel handelte es sich um ein Kinderlied (A Ram Sam Sam), umgedichtet zu einer Aufzählung von Fast-Food-Anbietern. Der Musikjournalist Manfred Cobyn sagte in einer Chart-Show über das Lied: „Dieser Song ist eine Unverschämtheit, warum schreibt dieser DJ nicht endlich eigene Songs...“ Drei Jahre lang war musikalisch von DJ Ötzi wenig zu hören. Veröffentlichungen wie Not Without Us, Tanz den Rehakles oder Servus die Wadln waren kommerzielle Misserfolge.
Anfang 2006 brachte DJ Ötzi zusammen mit Marc Pircher das Lied 7 Sünden heraus, eine Coverversion des Liedes von Uwe Busse. Damit konnte er in Österreich wieder an alte Erfolge anschließen, in Deutschland kam der Song nicht über Platz 30 hinaus. Im September 2006 erschien eine Coverversion von I Am the Music Man von DJ Ötzi, im Original von dem englischen Duo Black Lace. Hierbei handelt es sich um ein Kinderlied, zu dem es ein Musikvideo im Zeichentrickstil gibt. Der Titel war bislang in Deutschland nicht offiziell erhältlich, deutschen Mallorca-Touristen allerdings durch die dortigen Mini Discos bekannt.

### AlbumSternstunden
Einen neuerlichen Nummer-1-Hit in Deutschland und Österreich erreichte DJ Ötzi (diesmal zusammen mit Nik P.) im Februar 2007 mit einer Neuaufnahme des Schlagers Ein Stern (… der deinen Namen trägt). Der Song konnte sich in Österreich 13 Wochen auf der Spitzenposition halten. In Deutschland blieb er 11 Wochen lang die Nummer 1. In Österreich, Deutschland und der Schweiz schaffte er es mit Ein Stern auf Platz 1 der Jahrescharts 2007 und bekam in Österreich und in Deutschland je eine Doppel-Platin-Auszeichnung. Mitte Oktober wurde der Hit als Balladen-Version aufgenommen und konnte sich in der Schweiz unter die Top 3 mischen.
Auch das Album Sternstunden war eines der erfolgreichsten des Jahres 2007. Es wurde mehrere Male in verschiedenen Editionen veröffentlicht und bekam ebenfalls Platinauszeichnungen in Österreich und Deutschland.
Im Herbst 2007 meinte er in einem Interview mit der Tageszeitung Österreich, dass er nicht mehr als DJ Ötzi angesprochen werden möchte, da er sich nicht als Mensch wahrgenommen fühle. Im Februar 2008 veröffentlichte DJ Ötzi seine Single I will leb’n.
Ende November 2007 brach DJ Ötzi den Guinness-Rekord für signierte Alben. Er schrieb über 4000 Autogramme für sein Album Sternstunden.
Im Jänner 2008 brach der Titel Ein Stern (… der deinen Namen trägt) einen seit 50 Jahren von Die Gitarre und das Meer gehaltenen Rekord: Mit insgesamt 41 Wochen in den deutschen Single-Top-10 verwies der Song Freddy Quinns Nummer-1-Hit aus dem Jahre 1959, der es auf 36 Wochen in den Top 10 gebracht hatte, auf Platz 2 der ewigen Bestenliste. Bis heute verkaufte er sich rund eine Million Mal. Im Februar 2009 stellte DJ Ötzi auch den Rekord für den langlebigsten Song in den Top 100 auf, den bis dahin Die längste Single der Welt von Wolfgang Petry innehatte. Für ihn war 1998 nach 81 Wochen Schluss gewesen, „Ein Stern …“ brachte es bis Mai 2012 auf 107 Wochen. Im April 2012 wurde der Rekord von Paul & Fritz Kalkbrenners Sky and Sand mit ebenfalls 107 Wochen eingestellt.

### Zusammenarbeit mit Dieter Bohlen
Im Herbst 2008 erschien mit dem Album Hotel Engel das von Dieter Bohlen geschriebene Lied Noch in 100.000 Jahren. Dieses Studioalbum erreichte Top-Chartplatzierungen und Gold- und Platinstatus. Titel wie Hotel Engel und Noch in 100.000 Jahren gehören bis heute zu den meistgespielten Songs von DJ Ötzi.
Das Studioalbum Du und ich, hauptsächlich produziert von Thorsten Brötzmann und Ivo Moring, wurde bei Polydor (Universal Music) am 29. Oktober 2010 veröffentlicht. Obwohl auch der Erfolgsproduzent Alex Christensen (U96 – Das Boot, Alex C, Paul Anka, Helene Fischer) eine Produktion zu dem Album beisteuerte, konnte das Album nicht an die Erfolge der Alben davor anschließen.

### Simply the Best mit den Bellamy Brothers

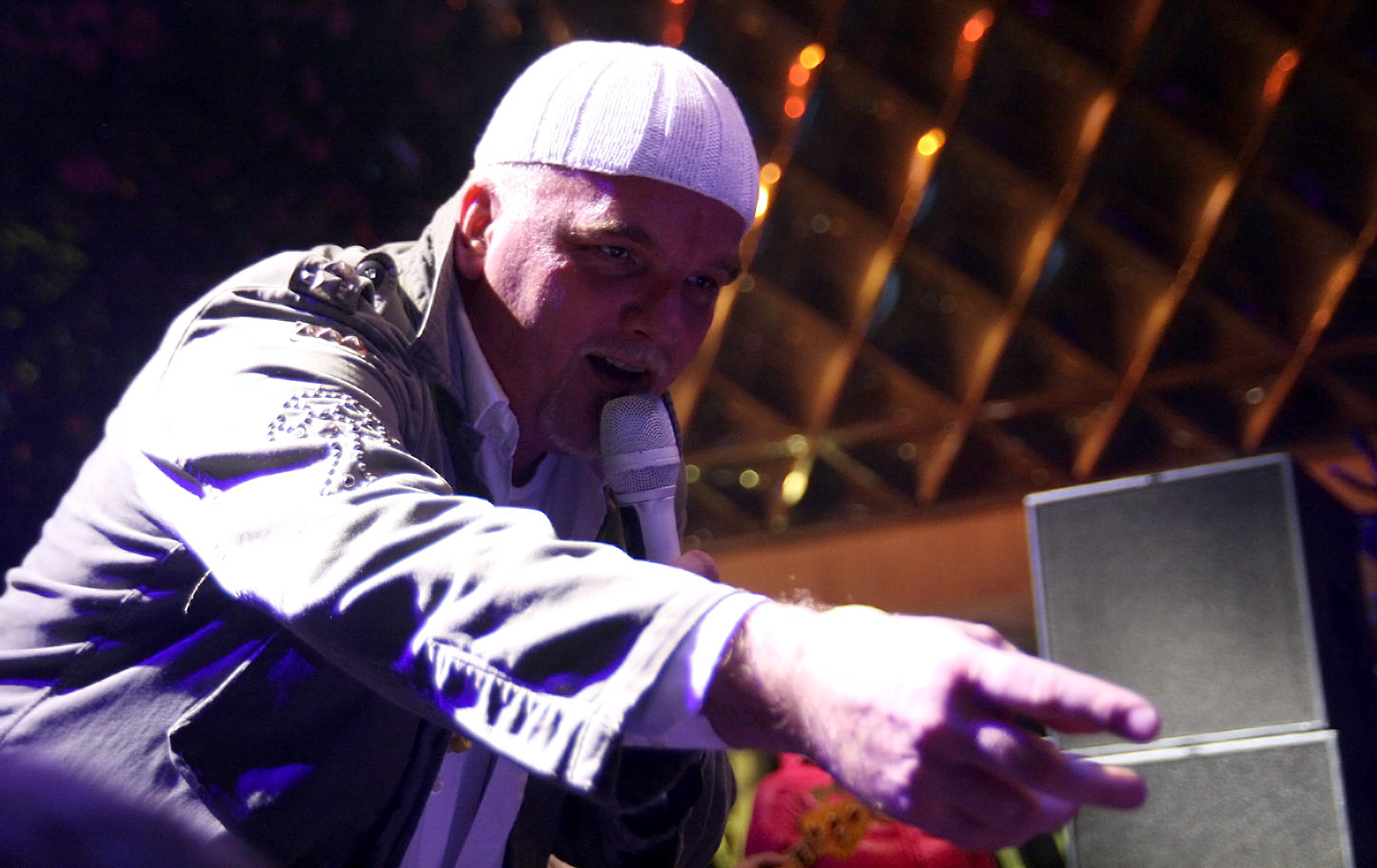
DJ Ötzi (2011)

2011 produzierte DJ Ötzi gemeinsam mit den Bellamy Brothers, dem US-amerikanischen Country Duo, das Album Simply the Best, welches am 23. März 2012 auch über Polydor veröffentlicht wurde. Das Album war ein beachtlicher Erfolg in Deutschland, Österreich und in der Schweiz und enthielt die großen Hits von DJ Ötzi und den Bellamy Brother gemeinsam auf Englisch neu interpretiert. In Miami (Florida, USA) entstanden insgesamt 4 Musikvideos für das Album, um den Songs die richtige Kulisse zu bieten.
Nach dem Simply the Best-Album ging DJ Ötzi wieder mehr in Richtung seiner Wurzeln und kombinierte Partyschlager-Elemente mit traditionellen österreichischen Instrumenten und auch mit Melodien aus der Klassik. Das Album Es ist Zeit, welches am 15. Februar 2013 bei Polydor (Universal Music) veröffentlicht wurde, war ein Schritt in diese Richtung. Das Lied Tirol, basierend auf der Melodie von Men at Work – Down Under, beschreibt seine Heimatliebe. Zudem sang er Duette mit Andrea Berg und den Olsen Brothers (Gewinner des Eurovision-Songcontest 2000 mit Wings of Love).
Nach diesem Album nahm sich Dj Ötzi eine kleine Auszeit und ging gemeinsam mit seiner Cousine Bettina den Jakobsweg.

### Geboren um dich zu lieben
Geprägt von dieser Wanderung entstanden Songs wie Leb deinen Traum. Auch eine erneute Zusammenarbeit mit Nik P. und den Produzenten Thorsten Brötzmann (Unheilig, Howard Carpendale, Modern Talking u. v. m.) und Mathias Roska (Andreas Gabalier) gipfelte 2016 in einem neuen Erfolg. Die Single Geboren um dich zu lieben wurde zu einem Hit in der Partyschlager-Szene. 2017 wurde dieser Song in der ARD zum „Hit des Jahres“ gekürt und in Österreich mit dem Amadeus Award ausgezeichnet. 
Das darauffolgende Album von Herzen (veröffentlicht 2017 über Electrola) ist DJ Ötzis „bisher persönlichstes Werk“ und beinhaltet Songs wie Leb deinen Traum oder A Mann für Amore.

### DJ Ötzi Gipfeltour
Im selben Jahr fand zum ersten Mal die sogenannte DJ Ötzi Gipfeltour statt. Mit diesem Event-Format kehrte DJ Ötzi zu seinen musikalischen Wurzeln, dem DJing zurück. In ausgewählten Ski-Winter-Destinationen trat DJ Ötzi nicht nur als Sänger, sondern auch als DJ auf. Die DJ Ötzi Gipfeltour findet seitdem jährlich von Jänner bis März in Österreich und Deutschland statt.

### DJ Ötzi Gipfeltreffen
Im Oktober 2018 absolvierte DJ Ötzi das erste Mal in seiner musikalischen Karriere eine Solo-Hallen-Konzert-Tournee mit seiner Band durch ganz Deutschland. Dabei trat DJ Ötzi innerhalb von 3 Wochen in insgesamt 12 deutschen Städten auf.

### 20 Jahre DJ Ötzi – Party ohne Ende!
Zu seinem 20-jährigen Bühnenjubiläum veröffentlichte DJ Ötzi am 4. Jänner 2019 das Best-of-Album (über Electrola) mit dem Titel 20 Jahre DJ Ötzi – Party ohne Ende. Auf diesem Album sind seine großen deutsch- und englischsprachigen Hits enthalten. Alle Songs wurden neu be- und einige vollständig überarbeitet. Darüber hinaus wurden für das Best-Of-Album sechs neue Titel produziert. Mit diesem Album verzeichnete DJ Ötzi die höchsten Chartplatzierungen in Deutschland, Österreich und der Schweiz seiner Karriere. Im Mai 2019 bekam DJ Ötzi den Schlagerplanet Award für sein 20-jähriges Bühnenjubiläum verliehen. In Österreich holt der österreichische Künstler mit dem Jubiläumsalbum Platin.
Am 12. März 2020 wurde dem Album vom Verein der Österreichischen Musikwirtschaft (IFPI Austria) der 3-fach GOLD-Status verliehen.

## Musikalische Definition
DJ Ötzis musikalisches Schaffen konzentriert sich hauptsächlich auf die Produktion von Coverversionen unterschiedlicher Stilrichtungen. Seine Interpretationen zielen auf leichte Tanzbarkeit und Partytauglichkeit, oft kurze, leicht zu merkende und damit eingängige Refrains. DJ Ötzi bedient sich bei Elementen der Schlager-, der populären Tanz- und der volkstümlichen Musik.
Im Frühjahr 2014 war DJ Ötzi Mitglied der Jury in der Castingshow Herz von Österreich, die von Puls 4 ausgestrahlt wurde.

## Diskografie
Studioalben

| Jahr | Titel Musiklabel                                                   | Höchstplatzierung, Gesamtwochen, AuszeichnungChartplatzierungen (Jahr, Titel, Musiklabel, Platzierungen, Wochen, Auszeichnungen, Anmerkungen) | Höchstplatzierung, Gesamtwochen, AuszeichnungChartplatzierungen (Jahr, Titel, Musiklabel, Platzierungen, Wochen, Auszeichnungen, Anmerkungen) | Höchstplatzierung, Gesamtwochen, AuszeichnungChartplatzierungen (Jahr, Titel, Musiklabel, Platzierungen, Wochen, Auszeichnungen, Anmerkungen) | Höchstplatzierung, Gesamtwochen, AuszeichnungChartplatzierungen (Jahr, Titel, Musiklabel, Platzierungen, Wochen, Auszeichnungen, Anmerkungen) | Anmerkungen                                                 |
| Jahr | Titel Musiklabel                                                   | DE | AT | CH | UK | Anmerkungen                                                 |
| ---- | ------------------------------------------------------------------ | --- | --- | --- | --- | ----------------------------------------------------------- |
| 2000 | Das Album UltimaTIEF (EMI)                                         | DE7 Gold · (31 Wo.)DE | AT1 Platin · (41 Wo.)AT | CH5 Gold · (22 Wo.)CH | — | Erstveröffentlichung: 10. November 2000 Verkäufe: + 225.000 |
| 2001 | Love, Peace & Vollgas UltimaTIEF (EMI)                             | DE23 (7 Wo.)DE | AT2 ×2Doppelplatin · (35 Wo.)AT | CH23 (7 Wo.)CH | — | Erstveröffentlichung: 23. Juli 2001 Verkäufe: + 80.000      |
| 2002 | Today Is the Day auch bekannt als: Flying to the Sky Polydor (UMG) | DE49 (4 Wo.)DE | AT3 Gold · (18 Wo.)AT | CH50 (5 Wo.)CH | — | Erstveröffentlichung: 28. Februar 2002 Verkäufe: + 20.000   |
| 2007 | Sternstunden Polydor (UMG)                                         | DE7 ×3Dreifachgold · (52 Wo.)DE | AT2 ×2Doppelplatin · (38 Wo.)AT | CH16 Gold · (38 Wo.)CH | — | Erstveröffentlichung: 2. März 2007 Verkäufe: + 355.000      |
| 2008 | Hotel Engel Polydor (UMG)                                          | DE26 Gold · (32 Wo.)DE | AT1 Platin · (37 Wo.)AT | CH5 (24 Wo.)CH | — | Erstveröffentlichung: 14. November 2008 Verkäufe: + 120.000 |
| 2010 | Du und ich Polydor (UMG)                                           | DE45 (3 Wo.)DE | AT7 Gold · (15 Wo.)AT | CH30 (5 Wo.)CH | — | Erstveröffentlichung: 29. Oktober 2010 Verkäufe: + 10.000   |
| 2013 | Es ist Zeit Polydor (UMG)                                          | DE7 (5 Wo.)DE | AT2 Gold · (19 Wo.)AT | CH5 (12 Wo.)CH | — | Erstveröffentlichung: 15. Februar 2013 Verkäufe: + 7.500    |
| 2017 | Von Herzen Electrola (UMG)                                         | DE11 (4 Wo.)DE | AT6 (11 Wo.)AT | CH18 (5 Wo.)CH | — | Erstveröffentlichung: 24. März 2017                         |
| 2021 | Sei du selbst – Party 2.0 Electrola (UMG)                          | DE8 (14 Wo.)DE | AT2 (11 Wo.)AT | CH15 (7 Wo.)CH | — | Erstveröffentlichung: 1. Oktober 2021                       |

## Auszeichnungen
Amadeus Austrian Music Award
- 2000: in der Kategorie „Newcomer des Jahres national“
- 2000: in der Kategorie „Single des Jahres national“
- 2001: in der Kategorie „Erfolgreichster österreichischer Künstler im Ausland“
- 2002: in der Kategorie „Erfolgreichster österreichischer Künstler im Ausland“
- 2008: in der Kategorie „Bestes Schlageralbum“
- 2013: in der Kategorie „Schlager“
- 2016: in der Kategorie „Schlager“
- 2017: in der Kategorie „Schlager“ (zusammen mit Nik P.)

Die Eins der Besten
- 2017: in der Kategorie „Hit des Jahres“ (Geboren um dich zu lieben)

Echo Pop
- 2008: in der Kategorie „Hit des Jahres“
- 2008: in der Kategorie „Deutschsprachiger Schlager“

Ehrenzeichen des Landes Tirol – Höchste Auszeichnung des Landes Tirol
Am 20. Februar 2020 wurde Gerry Friedle, alias DJ Ötzi, – neben 9 weiteren Persönlichkeiten – das Ehrenzeichen des Landes Tirol von LH Günther Platter und seinem Südtiroler Amtskollegen Arno Kompatscher überreicht. Der Festakt fand, in Anwesenheit der Tiroler Landesregierung, im Riesensaal der Hofburg in Innsbruck statt.
Sonstige
- 2000: Die goldene Europa in der Kategorie „Chartbreaker des Jahres“
- 2001: Krone der Volksmusik in der Kategorie „Erfolgreichstes Lied“
- 2002: Krone der Volksmusik in der Kategorie „Erfolgreichster Interpret“
- 2005: Aufnahme in den Signs of Fame Germany
- 2008: Krone der Volksmusik in der Kategorie „Erfolgreichster Interpret“
- 2016: smago! Award[9]
- 2021: smago! Award[10]

### Nominierungen
Amadeus Austrian Music Award
- 2001: in der Kategorie „Bester Künstler Rock/Pop national“
- 2001: in der Kategorie „Single des Jahres national“
- 2001: in der Kategorie „Beste Gruppe Rock/Pop national“
- 2002: in der Kategorie „Bester Künstler Rock/Pop national“
- 2003: in der Kategorie „Bester Künstler Rock/Pop national“
- 2003: in der Kategorie „Single des Jahres national“
- 2003: in der Kategorie „Single des Jahres national“
- 2005: in der Kategorie „Bester Künstler Rock/Pop national“